# Svecov AS–62

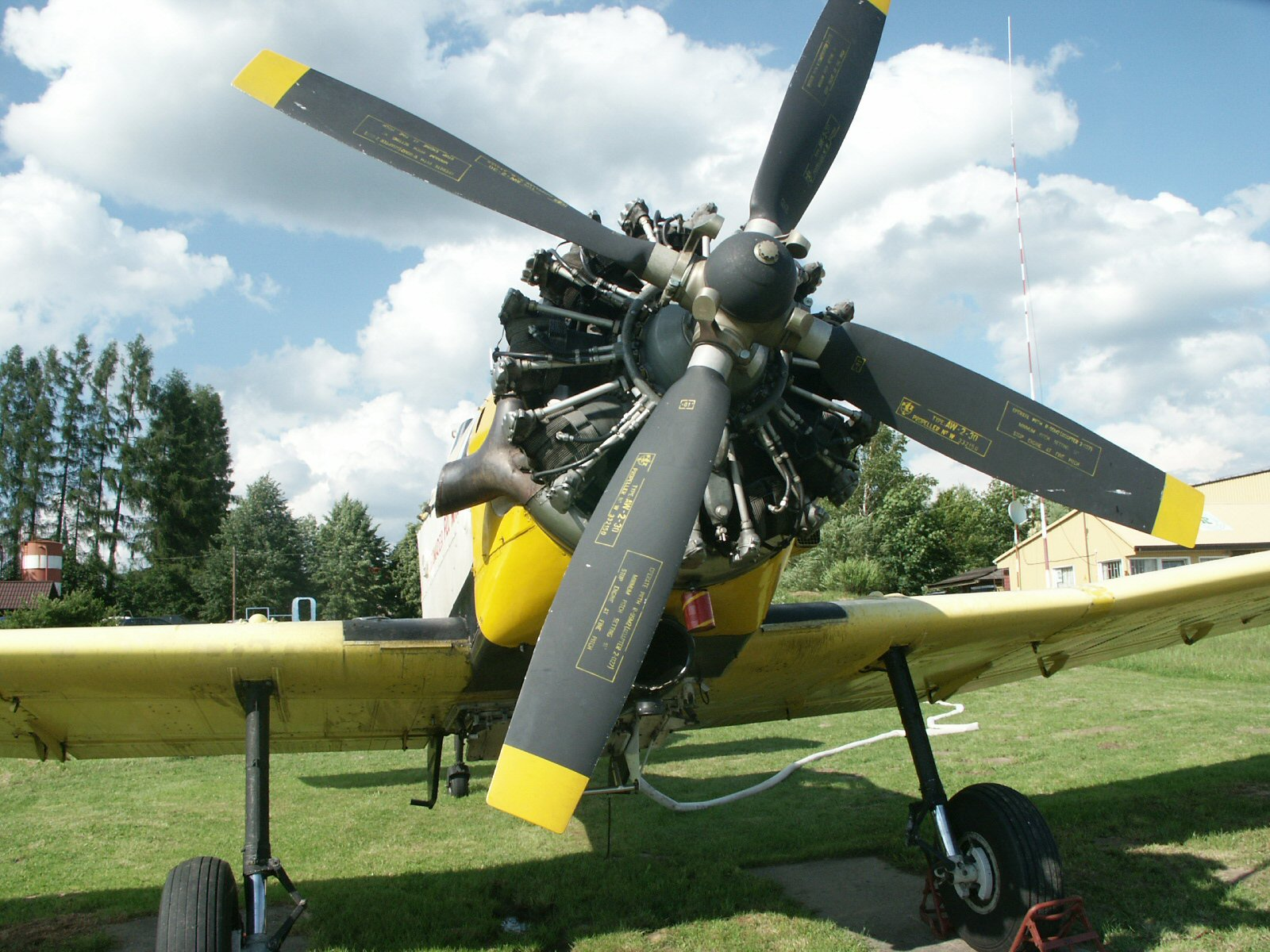
A motor lengyel változata, az ASz–62 a PZL M–18 Dromader mezőgazdasági repülőgépbe építve

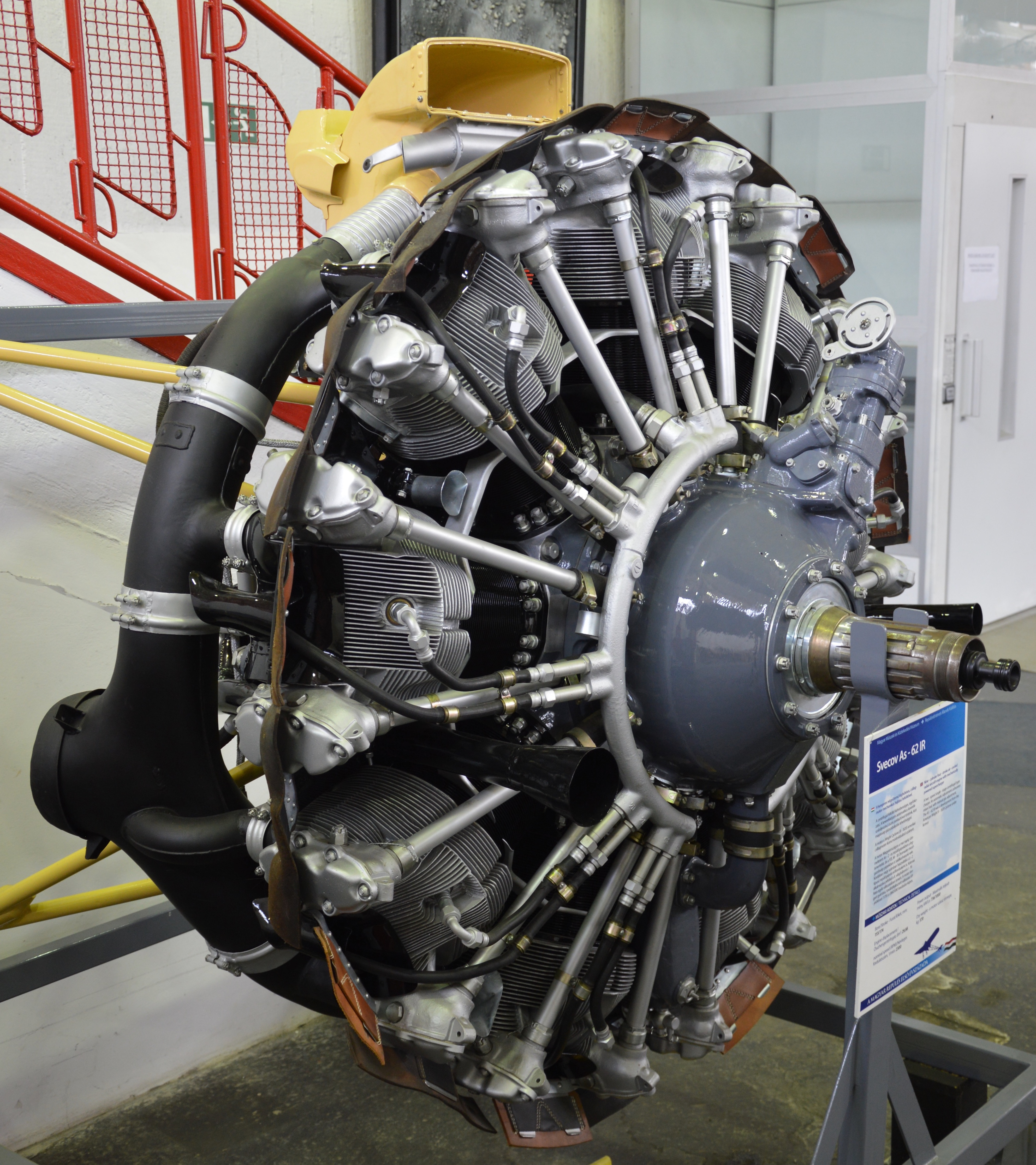
AS–62IR a Közlekedési Múzeum egykori repüléstörténeti kiállításán a Petőfi Csarnokban

A Svecov AS–62 a Szovjetunióban az 1930-as években kifejlesztett kilenchengeres léghűtéses csillagmotor. 1941 előtt M–62 típusjelzéssel gyártották.

## Története
A motor a Wright R–1820–F3 Cyclone konstrukcióján alapul, amelynek a gyártási jogát a  Szovjetunió megvásárolta és M–25 típusjelzéssel gyártottak. A motort Arkagyij Svecov 1933-ban továbbfejlesztette. Kétfokozatú mechanikus feltöltővel látta el és javítottak az elektromos gyújtórendszeren. A fejlesztés eredményeként az M–25 (Wright Cyclone) 578 kW-os (775 LE) teljesítményét 736 kW-ra (1000 LE) sikerült növelni. A kezdetben M–62, majd később AS–62 típusjelzést kapott motor sorozatgyártása 1937-ben kezdődött Permben a 19. sz. motorgyárban (GAZ–19), később pedig a Voronyezsi Gépgyár (VMZ) is gyártotta.
1938-ban kialakították a reduktorral ellátott változatát, amely az AS–62IR típusjelzést kapta, később pedig az AS–62M jelű modernizált változatát, amelyet az An–2M-en használtak.
A motor legnagyobb külföldi előállítója Lengyelország, ahol 1961-tól kezdte gyártani a WSK PZL-Kalisz a motor reduktoros, AS–62IR változatát a hazai An–2 és M–18 Dromader repülőgépek számára. A motor lengyel típusjelzése ASz–62IR. Később Lengyelországban továbbfejlesztették, és K9–AA, K9–BA és K9–BB típusjelzéssel gyártják a változatait, amelyek maximális teljesítménye 860 kW (1178 LE). A lengyel gyártású változatai megfelelnek az amerikai Szövetségi Légyügyi Hivatala (FAA) FAR–33 előírásainak.
Kínában HS–5 néven gyártották a motor reduktoros változatát, amelyből több mint 2600 db-ot állítottak elő.

## Alkalmazása
- An–2
- An–6
- Li–2
- Nyeman R–10
- I–153
- I–16
- PZL–106 Kruk (AS és BS változatok)
- PZL–Mielec M–18 Dromader
- PZL M–24 Dromader Super (a motor K–9AA változata)
- Szu–2
- Szu–12

## Műszaki adatai
- Átmérő: 1380 mm
- Hossz: 1328 mm
- Hengerek száma: 9
- Henger furat átmérő: 155 mm
- Löket: 174 mm
- Hengerűrtartalom: 29,87 l
- Kompresszióviszony: 6,4
- Száraz tömeg: 579 kg
- Maximális teljesítmény: 736 kW (1000 LE)
- Névleges teljesítmény: 611 kW (820 LE) tengerszinten, 626 kW (840 LE) 1500 m-es magasságon
- Motorfordulatszám: 550–2350 1/perc